# Chelifera wagneri
Chelifera wagneri är en tvåvingeart som beskrevs av Horvat 1990. Chelifera wagneri ingår i släktet Chelifera och familjen dansflugor. Inga underarter finns listade i Catalogue of Life.